# Anthony William Gardiner

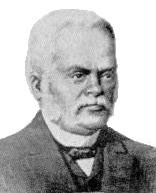
Anthony William Gardiner (1820-1885)

Anthony William Gardiner (Southampton County, Virginia 24 januari 1820 - Liberia 20 januari 1885) was de negende president van Liberia van 7 januari 1878 tot 20 januari 1883. Hij was de eerste van een reeks leden van de True Whig Party die tot de staatsgreep van 1980 aan de macht bleven.

## Biografie
Hij werd geboren in Southampton County, Virginia in de Verenigde Staten van Amerika. Hij kwam in 1830 met zijn ouders aan in Liberia en vestigde zich in Buchanan, Grand Bassa County. Hij studeerde rechten in Liberia en was in 1847 gedelegeerde voor Grand Bassa County bij de Constitutionele Conventie die verantwoordelijk was voor het opstellen van de grondwet van Liberia en in datzelfde jaar de onafhankelijkheid van het land uitriep. Hij was nadien de eerste advocaat-generaal van het Liberia en was van 1855 tot 1861 lid van het Huis van Afgevaardigden waar hij Grand Bassa County vertegenwoordigde. Van 1859 tot 1861 was hij voorzitter (Speaker) van het Huis van Afgevaardigden.
In 1871 werd Gardiner vicepresident van Liberia (een functie die hij tot 1876 bekleedde) en werd wederom in het Huis van Afgevaardigden gekozen. In 1875 deed hij tevergeefs een gooi naar het presidentschap; hij moest het afleggen tegen James Spriggs Payne. Van 1876 tot 1877 was hij superintendent (gouverneur) van Grand Bassa County en in 1877 wist hij als kandidaat van de True Whig Party zittend president Payne te verslaan bij de verkiezingen. Zijn ambtstermijn ving aan op 7 januari 1878. Onder zijn bewind verloor Liberia veel land aan het Verenigd Koninkrijk. Op economisch vlak was het land onder Gardiner relatief welvarend. Onder Gardiner werd Liberia lid van de Wereldpostunie en hij stelde de Orde van de Afrikaanse Bevrijding in (1879).
Gardiner trad op 20 januari 1883 als president terug - hij was toen al ernstig ziek. Hij overleed op 20 januari 1885. Zijn opvolger als president was Alfred Francis Russell die onder Gardiner als vicepresident diende.